# Padre Mier
Padre Mier är en ort i Mexiko.   Den ligger i kommunen Montemorelos och delstaten Nuevo León, i den centrala delen av landet, 600 km norr om huvudstaden Mexico City. Padre Mier ligger 447 meter över havet och antalet invånare är 187.
Terrängen runt Padre Mier är lite kuperad. Runt Padre Mier är det ganska glesbefolkat, med 32 invånare per kvadratkilometer. Närmaste större samhälle är Montemorelos, 3,9 km öster om Padre Mier. I omgivningarna runt Padre Mier växer huvudsakligen savannskog.